# 斑點紅鮋
斑點紅鮋（学名：Iracundus signifer），又名斑紀鮋、石狗公、石頭魚，为輻鰭魚綱鮋形目鮋亞目鮋科紅鮋屬下的一个种，為熱帶海水魚，分布於西印度－太平洋，包括莫三比克、留尼旺、模里西斯、南非、琉球群島、台灣至社會群島、庫克群島、夏威夷群島等海域，棲息深度20－110公尺，體長可達13公分，分布於沙石底質的礁石區，生活習性不明。
该物种的模式产地在夏威夷群岛。